# Gagarinia
Gagarinia is een kevergeslacht uit de familie van de boktorren (Cerambycidae). De wetenschappelijke naam van het geslacht werd voor het eerst geldig gepubliceerd in 1956 door Lane.

## Soorten
Gagarinia omvat de volgende soorten:
- Gagarinia aureolata (Lane, 1950)
- Gagarinia borgmeieri (Bondar, 1938)
- Gagarinia melasma Galileo & Martins, 2004
- Gagarinia mniszechii (Chabrillac, 1857)